# Autophila eurytaenia
Autophila eurytaenia là một loài bướm đêm trong họ Erebidae.